# August Nolte

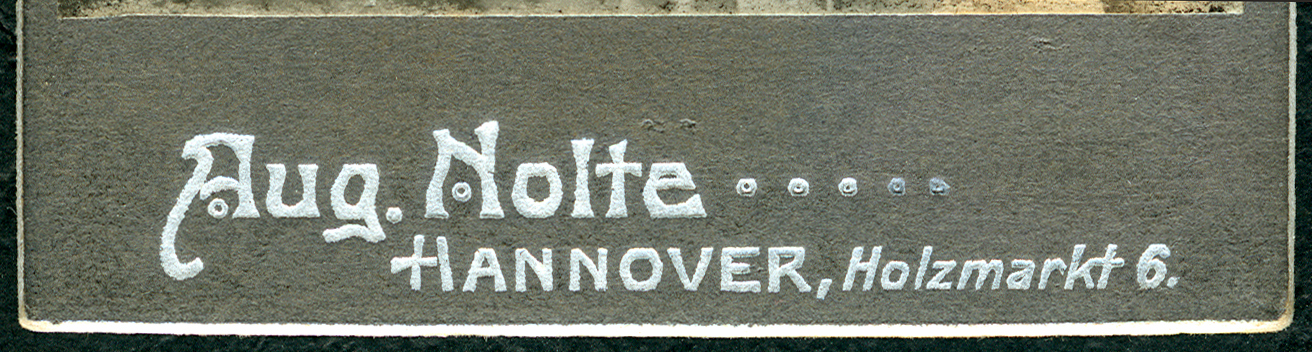
Aug. Nolte, Hannover, Holzmarkt 6;
Aufdruck vorne am Fuß einer Carte de Visite

August Nolte (* 19. Jahrhundert; † 20. Jahrhundert) war ein deutscher Berufsfotograf in Hannover.

## Leben

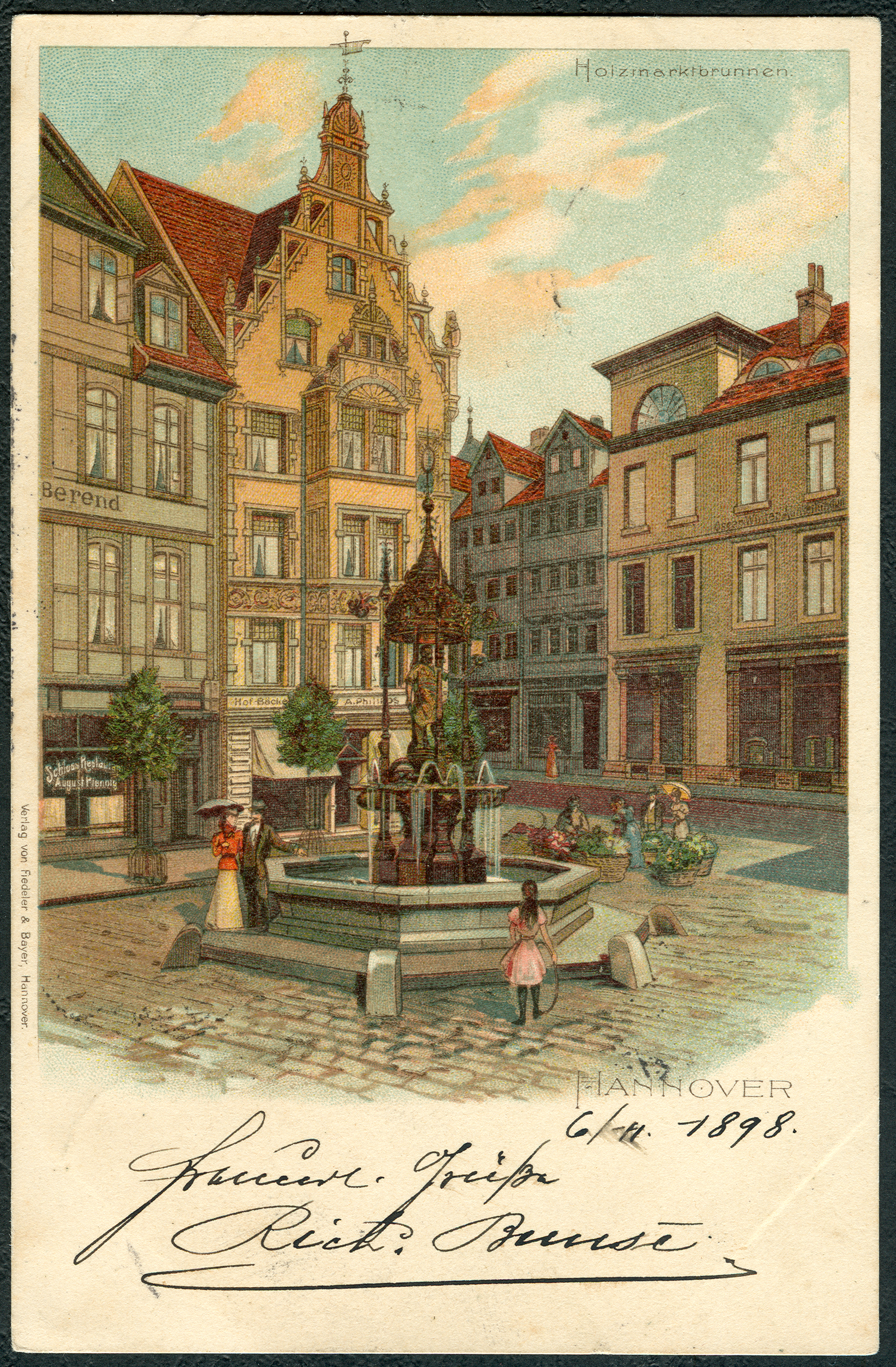
Lithographie mit dem Eckgebäude Holzmarkt 6 um 1898 ...
Ansichtskarte, Verlag Fiedeler & Bayer, um 1898

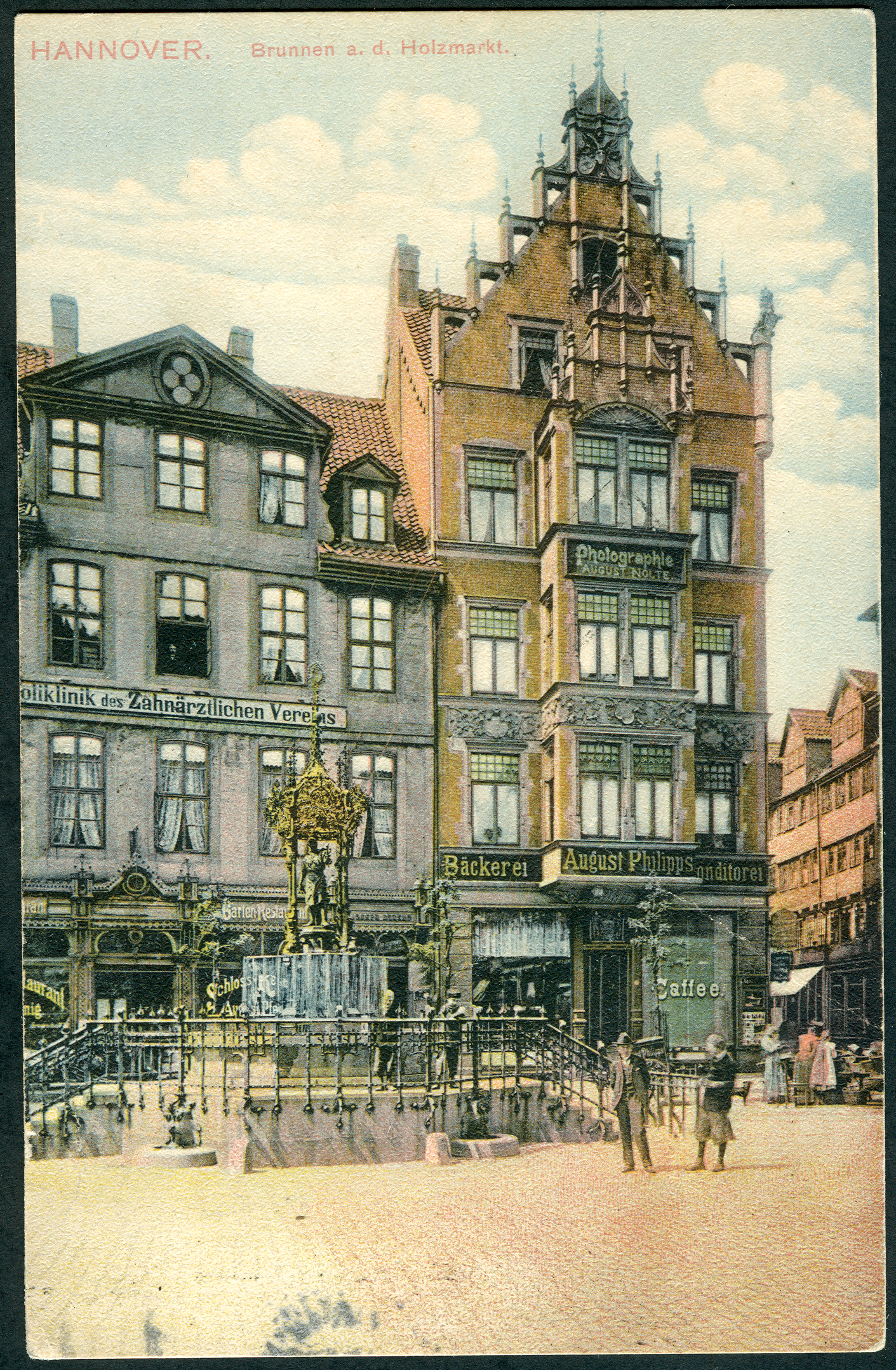
... und um 1905, nun mit der Aufschrift „Photographie, August Nolte“;
Lichtdruck im Kallichrom-Verfahren, Verlag Louis Glaser, 1905

August Nolte gründete sein fotografisches Unternehmen 1898 im Gebäude am Holzmarkt 6. Während er anfänglich nur einen Teil des Eckgebäudes an der Pferdestraße nutzte, expandierte er später auch in das Erdgeschoss des Hauses, in dem zuvor der Hoflieferant August Philipps seine Bäckerei und Konditorei nebst Café betrieben hatte.
Spätestens bis 1927 hatte sich Nolte auf die Kinder- und Porträtfotografie spezialisiert, betrieb darüber hinaus jedoch je eine Abteilung für Architektur- und Landschaftsfotografie. Außerdem vertrieb das Unternehmen Ansichtskarten sowie ganze Alben mit Fotoreproduktionen im Lichtdruckverfahren.

## Das Noltehaus
Das Unternehmen von August Nolte hatte im Laufe der Zeit einen so bekannten Ruf erlangt, dass das Gebäude am Holzmarkt 6 (heutige Hausnummer: Holzmarkt 4, unter Denkmalschutz) schließlich den Namen Noltehaus erhielt.